# Segundo Imperio mexicano

México en 1867

El Segundo Imperio Mexicano es el nombre historiográfico que se otorgó al Estado gobernado por Maximiliano de Habsburgo como emperador de México, formado a partir de la segunda intervención francesa entre 1863 y 1867. La terminología «segundo» hace referencia a la sucesión natural del previo Primer Imperio mexicano. Tras la muerte del primer príncipe imperial mexicano, Agustín Jerónimo de Iturbide, la sucesión al trono hubiera pasado normalmente al hermano del príncipe, Ángel de Iturbide y Huarte. Sin embargo, debido a la petición del emperador Maximiliano, abdicó sus derechos en su hijo, Agustín, quien para ese entonces ya había sido adoptado por el mismo emperador como su sucesor en el trono mexicano. Así, el 15 de septiembre de 1865, Maximiliano concluyó un acuerdo con la familia con cierta reticencia de la madre, por el cual adquiere la adopción de los nietos del emperador Agustín I, Agustín de Iturbide y Green y a su primo Salvador de Iturbide y Marzán. Como consecuencia, el joven Agustín fue designado príncipe heredero, unificando el primer imperio y el segundo.   
El 9 de septiembre de 1865, Maximiliano y los jefes de la familia Iturbide firmaron el Pacto de Chapultepec, un tratado conforme a la adopción, honores y pensiones de los miembros de la familia. Por el emperador firmó su Ministro de Relaciones Exteriores y encargado del Ministerio de Estado, José Fernando Ramírez. Por los Iturbide firmaron Agustín Gerónimo, Salvador, Ángel María José y Alicia Green de Iturbide.

## Historia

### Antecedentes
La causa de la intervención francesa en México fue la suspensión de pagos a Francia, España y el Reino Unido, que el gobierno del liberal Benito Juárez se vio obligado a anunciar después de la guerra de los Tres Años
(1858-1861), entre liberales y conservadores. Esto hizo que las tres potencias europeas se reunieran en Londres (Convención de Londres de 1861) y acordaran hacer efectivo el pago de las deudas. Para presionar a las autoridades mexicanas, dichas potencias desembarcaron con tropas en el Puerto de Veracruz en 1862, entrando en negociaciones con el gobierno de Juárez. Las negociaciones diplomáticas se llevaron a cabo en el pueblo de la Soledad. Como resultado de las mismas, el ministro mexicano de relaciones exteriores Manuel Doblado, logró persuadir a los gobiernos de España y Gran Bretaña de que la suspensión de las deudas era algo transitorio, lo que trajo como consecuencia que las tropas inglesas y españolas se retiraran del territorio mexicano.
Sin embargo, las tropas francesas se negaron a irse debido a que Napoleón III tenía intenciones de instaurar una monarquía en México, con el fin de apoyar a los confederados en la guerra civil estadounidense (guerra de Secesión) y así disminuir drásticamente el poder de los Estados Unidos en la región. Por tal razón, los franceses avanzaron desde la costa hasta el centro del país y tras sufrir un revés en la batalla de Puebla del 5 de mayo de 1862, continuaron adelante hasta ocupar la Ciudad de México el 10 de junio de 1863. A partir de entonces y hasta la llegada de Maximiliano a la capital, el gobierno estuvo encabezado por una regencia integrada por los generales Juan Nepomuceno Almonte (hijo natural del sacerdote revolucionario José María Morelos y Pavón), José Mariano Salas y el arzobispo Pelagio Antonio de Labastida.
Otra de las causas de la instauración de la monarquía fue que los conservadores mexicanos, descontentos con el fracaso de su gobierno (1837-1841) que promulgó las Siete Leyes Constitucionales expedidas en diciembre de 1836, habían volcado los ojos hacia Europa con el fin de imponer en México un gobierno netamente conservador de carácter monárquico. Con este propósito, estos —después de visitar a Napoleón III y asegurar su apoyo a la intervención—, enviaron una comisión a Trieste, encabezada por José María Gutiérrez de Estrada (ministro plenipotenciario de los conservadores en el Viejo Continente), para convencer al archiduque de que aceptara el trono de México.

### Ofrecimiento de la corona
El 10 de julio de 1863, la Junta de Notables emitió el siguiente dictamen:
- 1.- La nación mexicana adopta por forma de gobierno la monarquía moderada, hereditaria, con un príncipe católico.
- 2.- El soberano tomará el título de Emperador de México.
- 3.- La corona imperial de México se ofrece a S. A. I. y R., el príncipe Maximiliano, archiduque de Austria, para sí y sus descendientes.
- 4.- En caso que, por circunstancias imposibles de prever, el archiduque Maximiliano no llegase a tomar posesión del trono que se le ofrece, la nación mexicana se remite a la benevolencia de S. M. Napoleón III, emperador de los franceses, para que le indique otro príncipe católico.

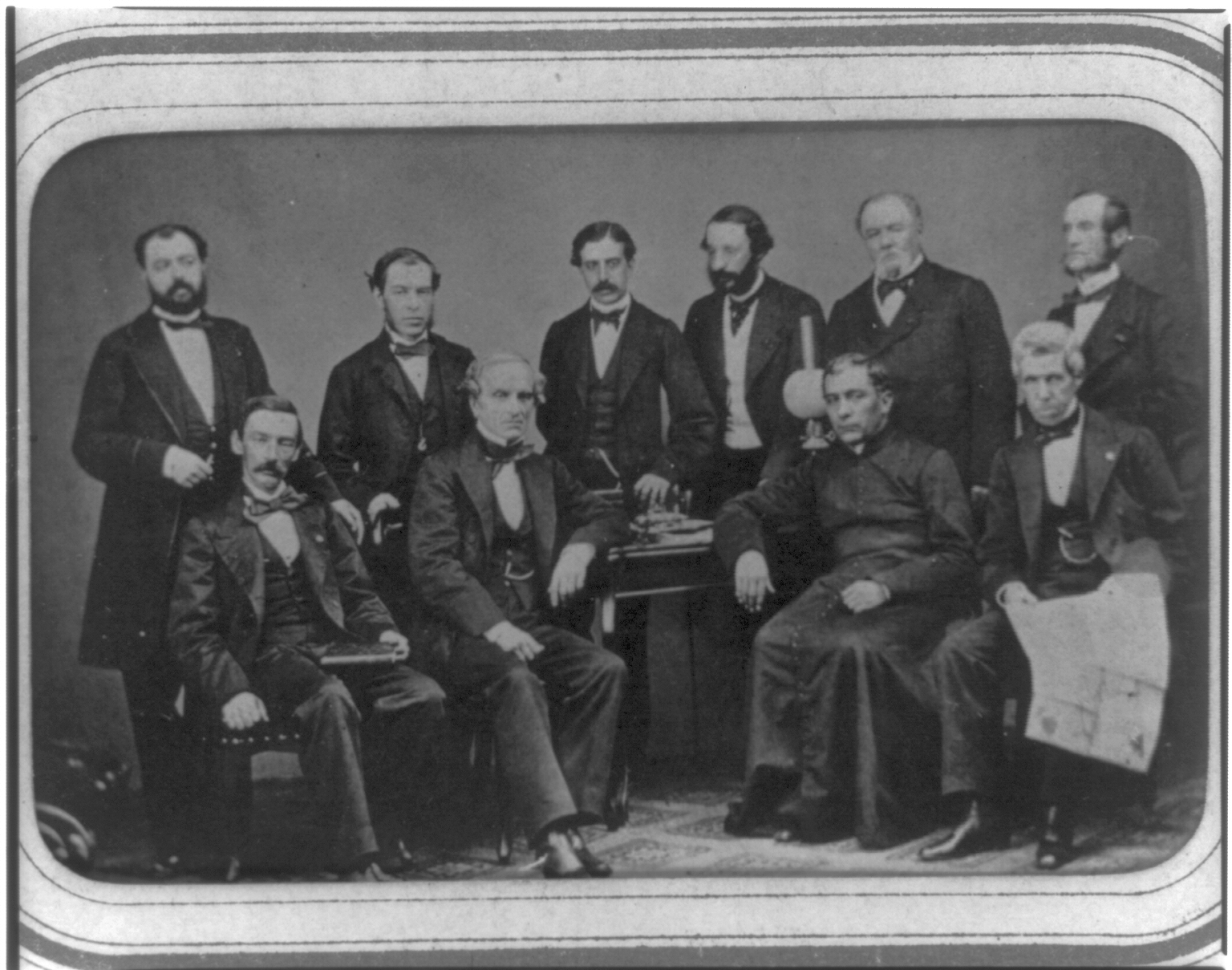
Comisión Mexicana en el Castillo de Miramar

Una comisión de personas relacionadas con el Partido Conservador y la Iglesia católica, a disgusto con el gobierno de Juárez y la Constitución de 1857 llegó en 1863 al Castillo de Miramar, en Trieste. Este era el lugar donde residían Fernando Maximiliano de Habsburgo y su esposa, Carlota de Bélgica. La comisión iba encabezada por José María Gutiérrez de Estrada, Francisco Javier Miranda y don José Manuel Hidalgo Esnaurrízar.

### Desarrollo

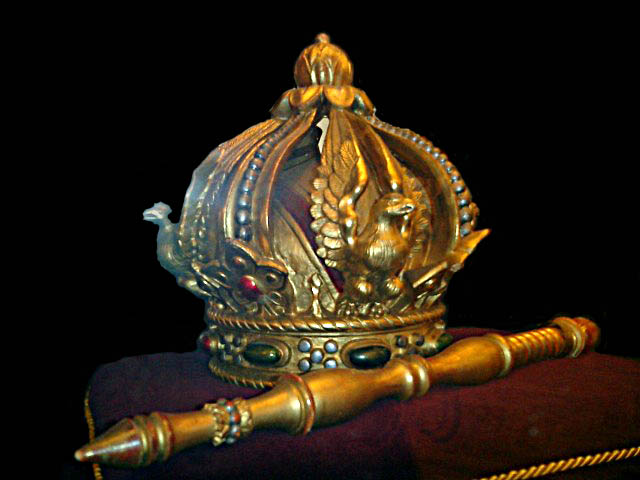
Corona Imperial de México

#### Primeros meses

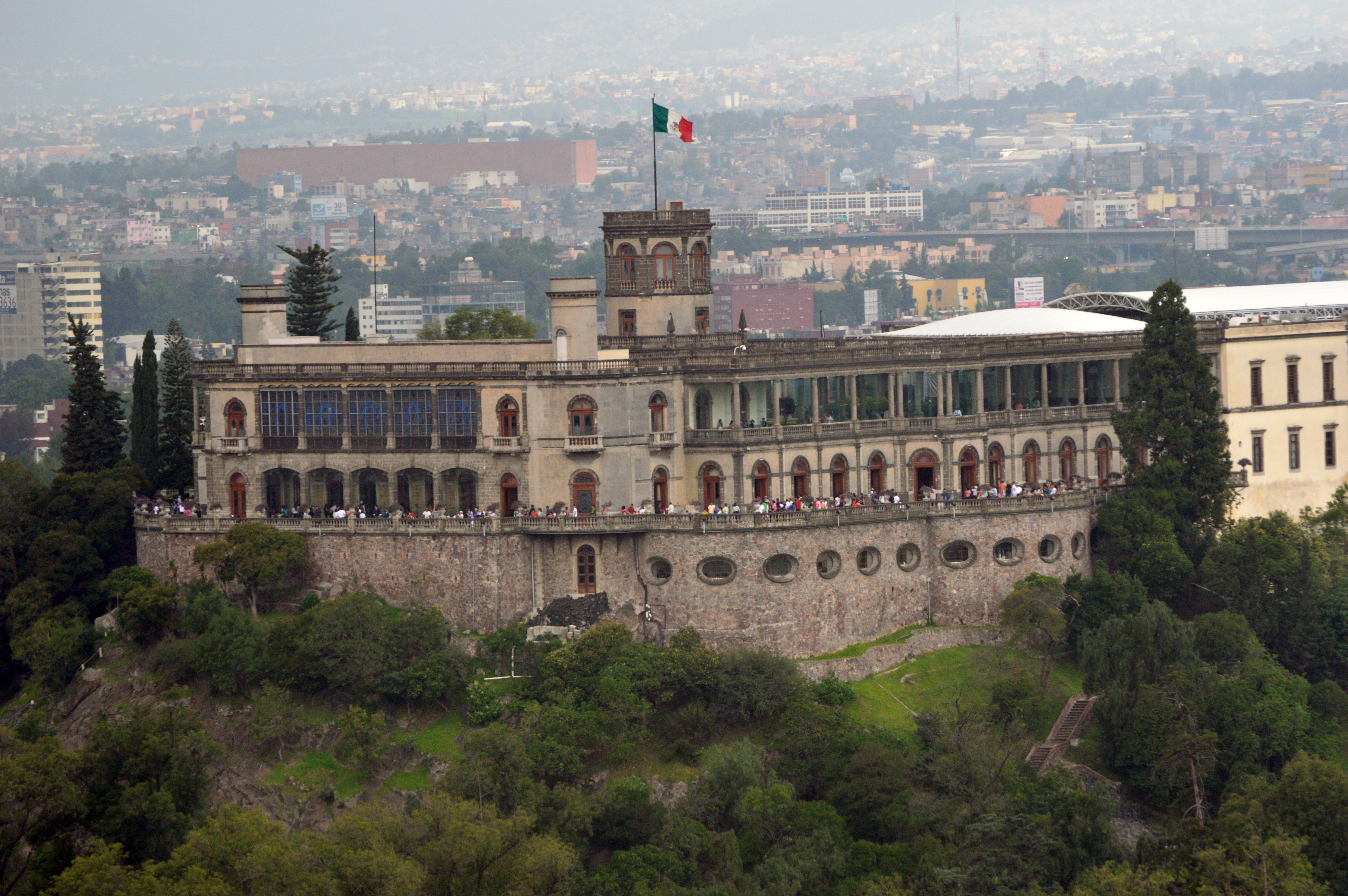
Castillo de Chapultepec, residencia imperial

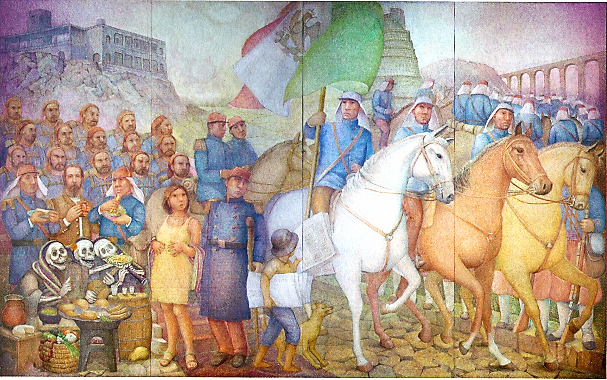
"La República Peregrina" (fragmento) del mural de Antonio González Orozco en Hidalgo del Parral, Chihuahua, México, que ilustra el avance de Maximiliano de Habsburgo y el viaje de Juárez hasta Chihuahua.

Maximiliano y Carlota llegaron al puerto de Veracruz en la fragata Novara el 28 de mayo de 1864. La llegada a la Ciudad de México de los emperadores fue fastuoso: un te deum en la Catedral Metropolitana y grandes fiestas en su honor. Establecieron su residencia en el castillo de Chapultepec, que Maximiliano mandó unir directamente con la catedral y el Palacio Nacional a través del Paseo de la Emperatriz, hoy llamado Paseo de la Reforma. En su efímero gobierno promulgó el Estatuto Provisional del Imperio Mexicano, antecedente de la Constitución que regiría la monarquía constitucional en que se hubiera transformado el Imperio mexicano de haber sobrevivido. El Estatuto no llegó a entrar en vigor, aunque tuvo validez jurídica porque dio pie a una amplia e importante legislación de carácter liberal y social que garantizaba los derechos del hombre y del trabajador.
Conforme al compromiso que el archiduque había adquirido de colocar a la monarquía bajo leyes constitucionales, Maximiliano expidió el 10 de abril de 1865 dicho Estatuto que no fue propiamente un régimen constitucional sino un sistema de trabajo para su gobierno (previo a la forma definitiva que adoptaría el imperio cuando se aprobase la Constitución), se expidió un año después de haber aceptado el trono.
La comisión de conservadores mexicanos que había invitado a Maximiliano conocía perfectamente los antecedentes liberales del archiduque y conocía también el pacto adicional y secreto, en virtud del cual el emperador aceptaba las declaraciones de Forey (comandante general del cuerpo expedicionario francés en los inicios de la intervención) en su programa del 12 de junio de 1863, reconociendo la nacionalización y desamortización de los bienes del clero. Por consiguiente, y de acuerdo a tales precedentes y a su propia convicción, Maximiliano, un liberal europeo al estilo de la época, desarrolló a su llegada una política en desacuerdo con la posición tradicional de la clase conservadora y del clero mexicano.
El liberalismo del emperador lo enfrentó con quienes lo habían llevado al poder. Esto fue debido a que reconoció la legislación reformista e incluso invitó a Benito Juárez a formar parte de su gobierno como Ministro de Justicia —aunque este no aceptó—, e integró en su gabinete a liberales distinguidos como los dos constituyentes de 1856: Pedro Escudero y José María Cortés y Esparza. Por otra parte ratificó las leyes que despojaban de sus bienes a la Iglesia a pesar de las presiones recibidas por parte de la Santa Sede y del obispo de México, y promulgó muchas normas acordes con el liberalismo de la época.
El fundamento de su legislación liberal fue una ley del 16 de junio de 1863, donde se estableció una Asamblea de Notables, seguida de unas bases para el gobierno del nuevo imperio del 11 de agosto del mismo año. Entre los aciertos de esta legislación, derivadas del Estatuto, estuvieron la ley de organización de los ministerios, la ley orgánica que dividió el territorio en departamentos para su mejor administración y gobierno, la que creó el Periódico Oficial, la que reguló la policía general del Imperio, la ley electoral de los ayuntamientos, la ley de garantías individuales, el decreto de libertad de trabajo, favorecedor de los indígenas que trabajaban como peones al declararlos “libres” y al proponer la extinción de las deudas que tenían contraídas con sus amos, así como al declarar que quedaban abolidas en las haciendas los castigos de prisión, cepo, latigazos y en general todos las sanciones corporales. También las normas sobre la forma de promulgar las leyes y las de organización del cuerpo diplomático y consular, la del notariado, la ley sobre lo contencioso administrativo y su reglamento, las leyes sobre administración de justicia y organización de los tribunales y juzgados del imperio, la del Tribunal de Cuentas, la del establecimiento del Banco de México como banco emisor, y la ley y el reglamento sobre inmigración.

#### El liberalismo y progresismo del gobierno

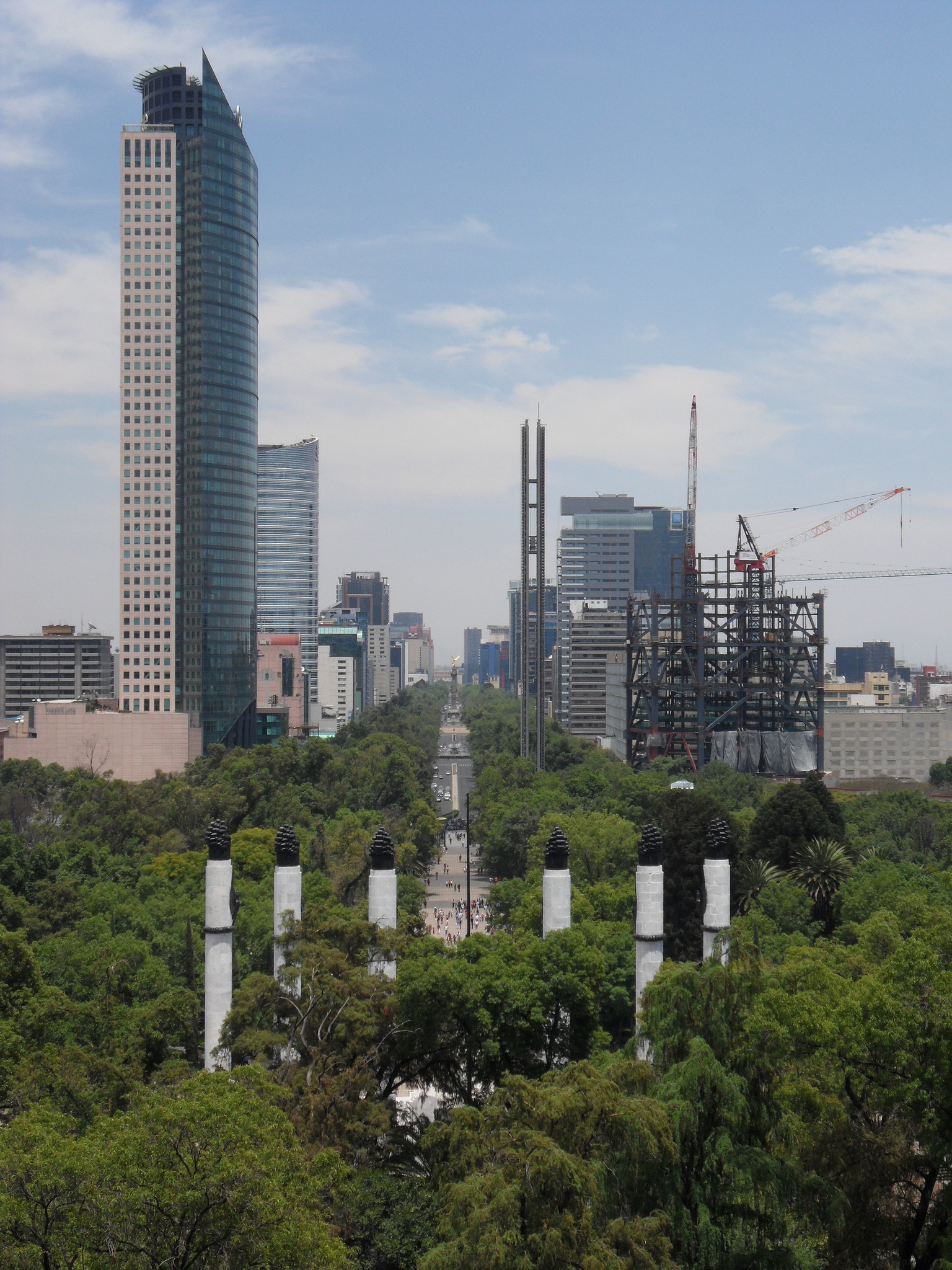
Actual Paseo de la Reforma, antiguo Paseo de la Emperatriz, visto desde el Castillo de Chapultepec.

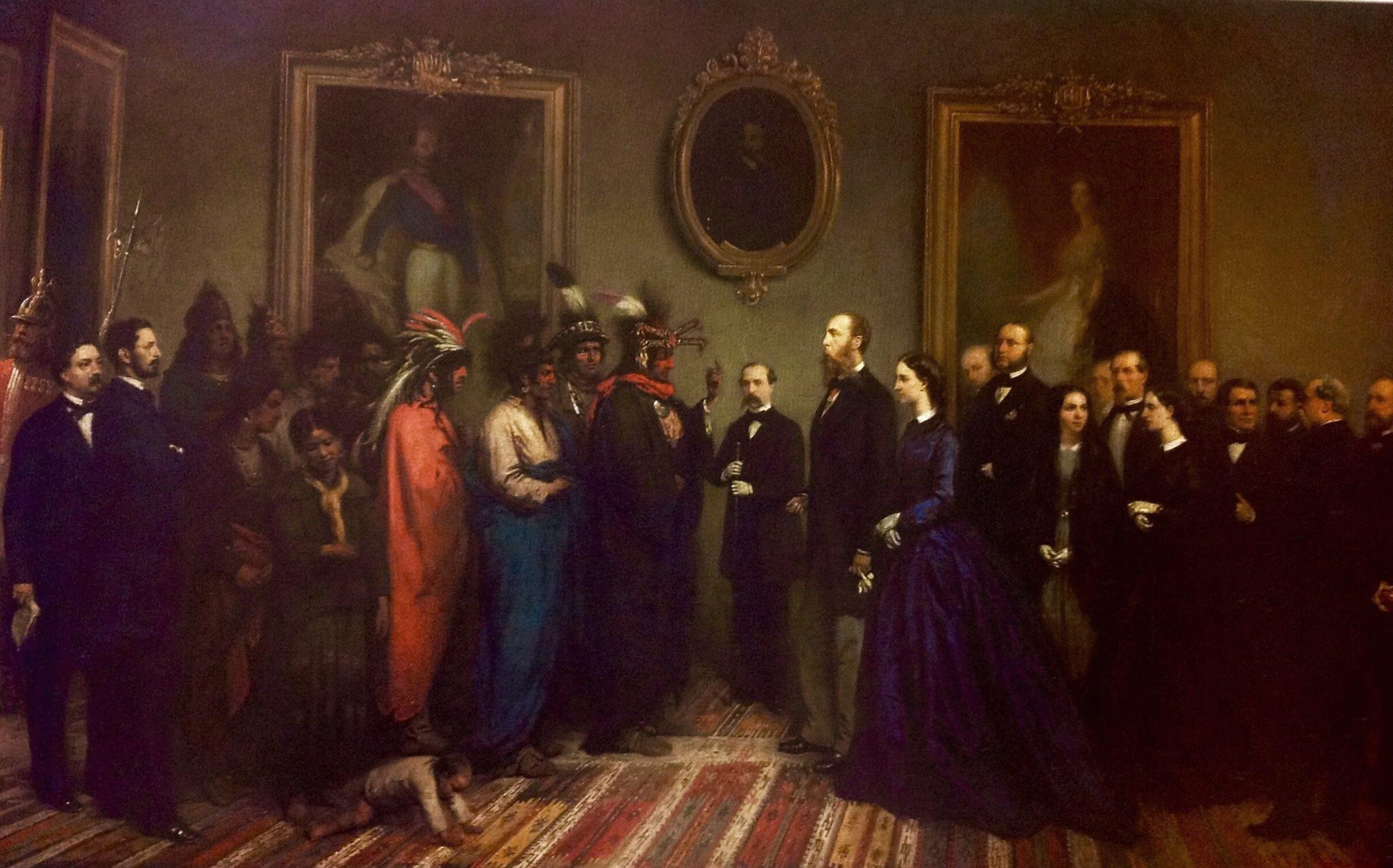
Una delegación de la Tribu Kikapú siendo recibida por los soberanos.

En el ámbito de la cultura creó la Academia Imperial de Ciencias y Literatura, dictó una ley sobre educación pública eliminando la gratuidad de la enseñanza que fue muy criticada, y varias sobre fomento de la cultura, entre las que destaca la ley del 16 de julio de 1864 sobre la conservación de los documentos históricos.
Varias leyes y decretos en materia agraria, destacan entre ellas, la ley del 1 de noviembre de 1865 que dirimía los conflictos entre los pueblos en materia de tierras y aguas, la ley del 26 de julio de 1866 que ordenaba que los terrenos que pertenecían a los pueblos en forma colectiva fueran adjudicados en propiedad individual a los vecinos, prefiriéndose los pobres a los ricos, los casados a los solteros y los que tenían familia a los que carecían de ella. Por esta ley, la distribución de la tierra a los campesinos sería gratuita hasta el límite de media caballería por familia y ciertos terrenos de aprovechamiento colectivo continuarían bajo un régimen de propiedad comunal. Había en ella un liberalismo —la preferencia por la propiedad privada—, atemperado por consideraciones de sentido común y respeto a las tradiciones locales. Estas fueron las principales disposiciones legislativas de Maximiliano emitidas, pocas, antes del Estatuto y muchas después.
Un ejemplo del intento de Maximiliano de lograr una buena administración a través de su actividad legislativa, es que el 8 de diciembre de 1865 envió a Napoleón III cinco volúmenes de leyes, decretos y reglamentos que formaban la administración del imperio, a los cuales seguirían muy pronto otros dos volúmenes que ya se estaban encuadernando. Otro, la elaboración de un Código Civil del cual se promulgaron sus dos primeros libros.
La legislación antes mencionada, junto a las normas sobre libertad de culto, abolición del fuero eclesiástico, nacionalización de los bienes de la Iglesia, exigencia del pase imperial para los documentos pontificios, y todas las que ratificaron la legislación juarista, como la de registro civil y de cementerios, llevaron al emperador a un enfrentamiento con el clero. Debido a ello, las relaciones entre Estado e Iglesia fueron siempre tirantes durante el Segundo Imperio. Maximiliano tuvo siempre una relación complicada, no tanto con el clero mexicano, como con la Curia Romana. Desde la audiencia privada que tuvo con el papa Pío IX el 18 de abril de 1864, ya con el título imperial por haber aceptado días antes la Corona de México, los vínculos con la Iglesia comenzaron a deteriorarse. En dicha visita especial ambos trataron, entre otros asuntos, el de la posible recuperación de los bienes del clero; bienes que este había perdido según las leyes de reforma juaristas. Sin embargo, en ese encuentro no llegaron a acuerdo alguno, pues el emperador antepuso los intereses de la nación que iba a gobernar a los designios de la Santa Sede. Además, pidió al papa que enviará a México “un buen nuncio con principios razonables”, es decir, un embajador capaz de negociar con el gobierno imperial las demandas de la Iglesia; petición que el papa no cumplió. La tirantez continuó durante todo el gobierno del emperador y empeoró cuando el emperador plasmó en el Estatuto la absoluta “libertad de cultos”, y en su legislación posterior ratificó algunas leyes reformistas, como las de desamortización de fincas —rústicas y urbanas—, de las corporaciones eclesiásticas, las de nacionalización de los bienes del clero secular y regular, y las de secularización de instituciones que, durante siglos, habían estado en manos de la Iglesia. No fue posible una buena relación entre Maximiliano y la Santa Sede, que exigió en todo momento, a través de su nuncio, que el emperador rectificara su postura, dado que el asunto de los bienes de la Iglesia debía ser resuelto en Roma, a lo que el emperador se negó. Por tal razón, Maximiliano fue calificado por la Curia Romana como “un peligroso liberal”.
Además, en el Estatuto, Maximiliano enumeró explícitamente los derechos del hombre y del ciudadano; estos eran: igualdad ante la ley, seguridad personal, propiedad, ejercicio libre de culto y libertad de prensa. Dichos derechos quedaron garantizados, junto a otros, para todos los habitantes del imperio. Junto a la libertad personal —todo individuo que pisara el territorio mexicano sería libre por el solo hecho de estar en él—, la propiedad, que era considerada inviolable, aunque se reconocía la expropiación forzosa por causa de utilidad pública mediante previa y competente indemnización, las libertades de opinión y prensa que consistían en que nadie podía ser molestado por sus opiniones ni impedir que las manifestara en la prensa. También estableció la garantía de audiencia, por la que todo mexicano tenía derecho a obtener audiencia del emperador para presentarle sus peticiones y quejas.
El Habeas Corpus, derecho destinado a proteger la libertad personal contra las detenciones arbitrarias o ilegales, quedaba consignado al determinar que nadie podía ser detenido —salvo en el caso de delito in fraganti— sino por mandato de autoridad competente y solo cuando obraran contra el reo indicios suficientes para presumirle autor de un delito. Cuando la autoridad competente hacía la aprehensión, debía poner al presunto reo dentro del tercer día a disposición del juez, y si este encontraba mérito para declararlo preso lo hacía a más tardar dentro de los cinco días siguientes, siendo caso de responsabilidad la detención que pasase de estos términos. Asimismo, el Estatuto reconocía el principio de irretroactividad de la ley al establecer que ninguna persona podía ser juzgada sino en virtud de leyes anteriores al hecho por el que se le juzgaba, y el de la inviolabilidad del domicilio al prohibir que fuese cateada la casa ni registrados los papeles de ningún individuo sin mandato previo y con los requisitos establecidos por la ley.
Asimismo, el Estatuto establecía el pago de impuestos conforme a las leyes que en lo sucesivo se expidieran, los cuales serían generales y se decretarían anualmente. Además, prohibía la confiscación de bienes, los servicios gratuitos o forzados, regulaba los servicios personales en el caso de los menores de edad y dedicaba dos disposiciones al derecho penitenciario en las que establecía la separación de los detenidos de los formalmente presos, así como medidas relativas al mejor tratamiento de los mismos. Por último, regulaba la suspensión de dichas garantías individuales al establecer que solamente por decreto del emperador o de los comisarios imperiales, y cuando lo exigía la conservación de la paz y el orden público, podría suspenderse temporalmente el goce de alguna de estas garantías.
Es destacable también la legislación de contenido social de Maximiliano. En el emperador restringió las horas de trabajo de los peones, rompió con el monopolio de las tiendas de rayas, abolió el trabajo de los menores de edad, restauró la propiedad comunal, canceló las deudas mayores de 10,000 pesos de los campesinos y prohibió toda forma de castigo corporal.

### Caída
Entre octubre de 1866 y enero de 1867, año en que el emperador decidió que no abdicaría, dados los continuos avances del bando republicano, la actividad legislativa decayó. A partir de entonces, Maximiliano se dedicó solamente a operaciones militares con el fin de mantenerse en el trono. Según se cuenta, había recibido una carta de su madre, Sofía de Baviera, donde le decía que “un Habsburgo nunca abdica”.
En resumen, abandonado por Napoleón III y las tropas francesas —estas comenzaron a retirarse a partir de 1866 ante la inminencia de una guerra entre Francia y Prusia y la constatación de la derrota de los confederados en la guerra de Secesión norteamericana en 1865—, enemistado con los conservadores que lo habían llevado al poder y con el clero, por normas que menguaban los intereses y privilegios de ambos, así como repudiado por los liberales bajo el gobierno de Benito Juárez por la intervención y ocupación de parte del territorio mexicano, el emperador se quedó solo, aislado.
Maximiliano fue vencido y capturado por el ejército republicano bajo el liderazgo de Mariano Escobedo en la ciudad de Querétaro, después procesado, y por último fusilado en el Cerro de las Campanas, junto a los generales Miguel Miramón y Tomás Mejía, el 19 de junio de 1867. En Europa se produjo una gran conmoción con motivo de su muerte. Pintores, músicos, narradores y dramaturgos del viejo y nuevo continente dejaron constancia en sus obras del triste acontecimiento.

### Legado
Aunque fue un gobierno de corta duración y su área de influencia nunca alcanzó la totalidad del territorio nacional, su presencia, acciones y acontecimientos anecdóticos marcaron una época de la historia de México. Comenzando con la trascendencia legislativa, pues el segundo imperio fue el primer gobierno mexicano que instauró leyes, reglamentos y normativas que protegían y fomentaban los derechos sociales. Fuera de su acción gubernativa fue relevante la fascinación despertada, sobre todo en la capital, del sistema monárquico, la vida dentro y fuera del castillo de ambos emperadores y el boato de la corte. La cercanía con la población que siempre mostró la pareja, manifestado en su intento de adoptar y divulgar la identidad del país que gobernaban; con acciones como la práctica de la charreria, el estudio de las especies vegetales y animales del bosque de Chapultepec y el interior del Imperio (que incluso lo llevó a instituir un Museo Nacional de Historia Natural); la traducción al nahuatl de los decretos imperiales; las fiestas del castillo organizadas por la emperatriz para recabar fondos destinados a la caridad y la visita del Emperador a Dolores Hidalgo para ser, el 15 de septiembre de 1864, el primer gobernante en dar el grito de independencia en el lugar original en el que se produjo. Existen un sinfín de libros, novelas, cuentos, cartas y textos inspirados en los dos monarcas que arriesgaron todo lo que tenían, y decidieron lanzarse a un país del que poco conocían, para gobernar al pueblo mexicano.
También se pueden enlistar como hechos trascendentes aportados por este periodo histórico los siguientes. Fue Maximiliano I quien contrató al ingeniero M. Lyons para la construcción del ferrocarril de La Soledad al Monte del Chiquihuite, que creció, más tarde, a la Línea de Veracruz a Paso del Macho, esto sucedió el 8 de septiembre de 1864. Reorganizó la Academia de Artes de San Carlos. La remodelación de Palacio Nacional y el Castillo de Chapultepec aportarían finalmente tesoros artísticos y ornamentales que aún perduran en exhibición en ambos recintos. La construcción del Paseo de la Emperatriz dio inicio al de reordenamiento y embellecimiento de la Ciudad de México, siendo este el modelo que concretaría el Porfiriato. Finalmente fue de amplia relevancia el que, varias de las políticas sociales fuesen ejecutadas por la emperatriz Carlota Amalia, lo que, de conformidad con lo dispuesto con el estatuto imperial, la convirtió en la primera mujer gobernante de la historia de México.

## Gobierno y política

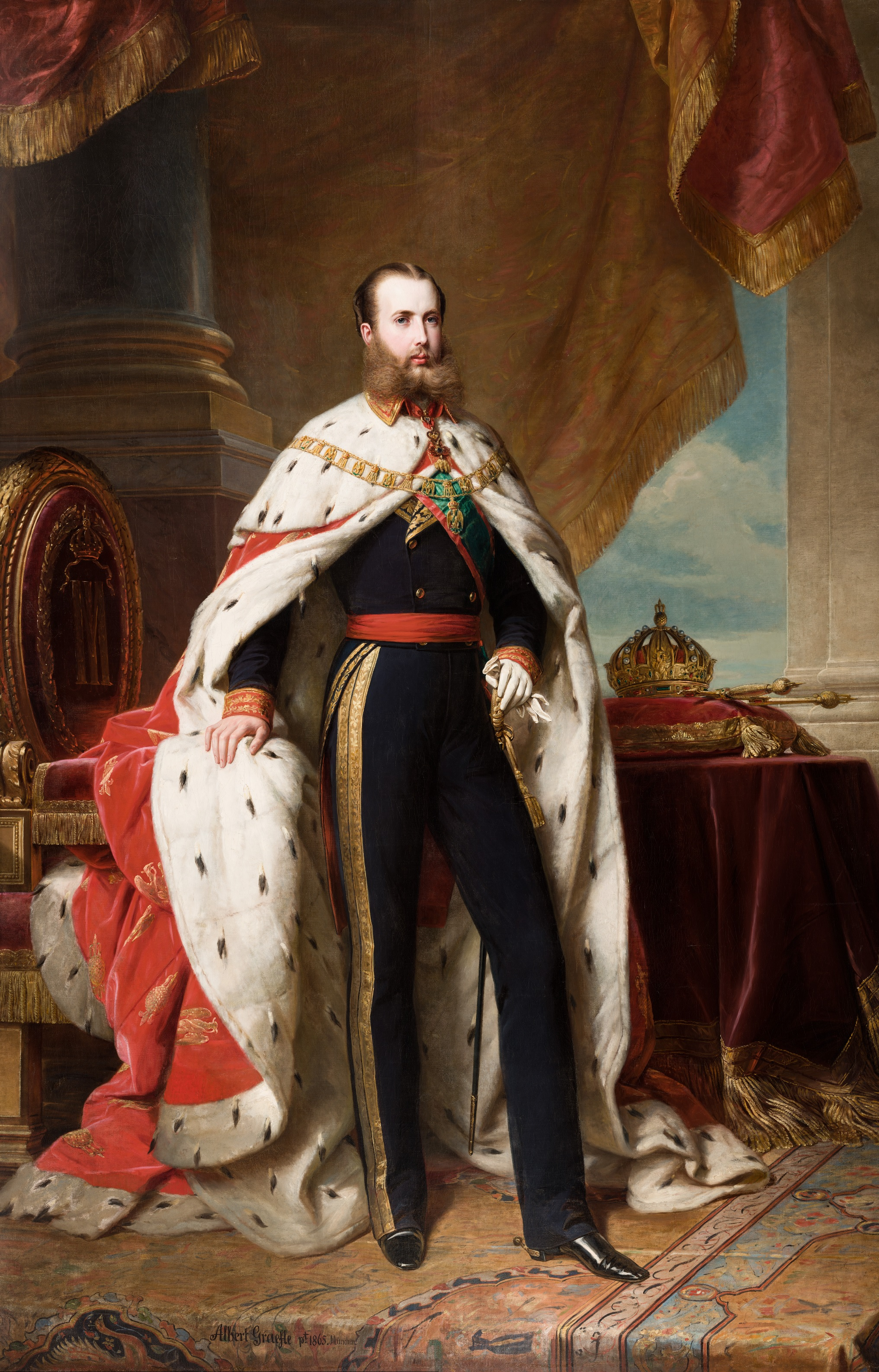
Maximiliano I, Emperador de México.

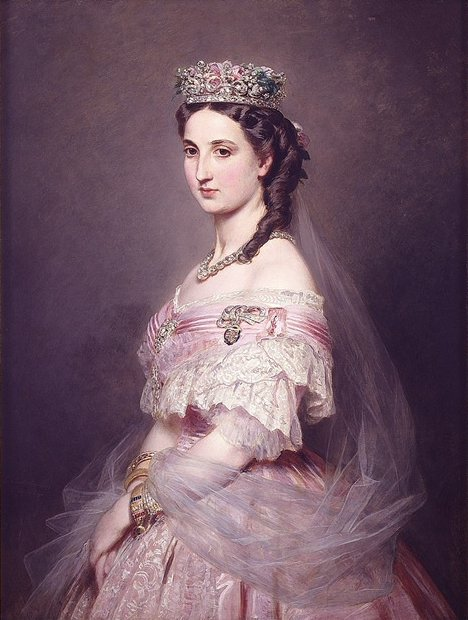
Carlota Amalia, Emperatriz de México.

Las primeras disposiciones del general Frédéric Forey al entrar a la Ciudad de México se encaminaron a tratar de dar a la invasión que se estaba llevando a cabo un tinte de legalidad. Propuso la formación de una Junta Superior de Gobierno que a su vez elegiría a tres personas que ejercerían el poder ejecutivo. Esta Junta, apoyada por doscientos quince individuos, formarían la Asamblea de Notables que de inmediato signó un documento encaminado a dar forma al gobierno intervencionista que estaba apoyado por una mayoritaria parte de la población. En él se disponía que la nación adoptara una monarquía moderada y hereditaria con un príncipe, el cual tendría el título de Emperador de México. Este título, según se estipulaba, sería ofrecido al archiduque de Austria, Fernando Maximiliano. Posteriormente se declaró que un poder ejecutivo provisional llevaría el nombre de Regencia.

### Funciones imperiales y división de poderes
El Estatuto Provisional del Imperio Mexicano, promulgado el 10 de abril de 1865 establecía como sistema de gobierno la Monarquía moderada hereditaria, teniendo como cabeza a un emperador, quien simbolizaba la soberanía nacional y era jefe del poder ejecutivo; el cual debía ejercer a través de un gobierno constituido por un Consejo de Ministros (nombrados por él mismo), encargado de distintos aspectos de la vida pública del país. Este documento presentó la innovadora medida de considerar a la Emperatriz consorte como regente (y por ello cabeza del gobierno) en las ausencias del emperador.
El estatuto plantea la conformación de un Consejo de Estado que fungiría como poder legislativo hasta que la pacificación del país permitiera la formación de un Congreso; sin embargo nunca se pudo establecer dicho órgano por las circunstancias de la guerra. En tanto que para el poder judicial el documento describió una serie de tribunales, dando principal relevancia en su texto, al Tribunal de Cuentas, cuya función sería una especie de contraloría y fiscalización de los actos de gobierno. Asimismo creó una especie de auditores, llamados Comisarios Imperiales, con potestad sobre las ocho grandes regiones en las que se dividieron los departamentos del Imperio; estos se encargarían de prevenir, combatir y sancionar los abusos de la autoridad.
Se constituyó un servicio exterior llamado Cuerpo Diplomático encargado de promover el reconocimiento del imperio en la comunidad internacional y representar sus intereses. También se crearon prefecturas y capitanías de puerto que administraran los litorales del imperio.

### Gobierno de los Departamentos
La administración de los departamentos del Imperio quedó en manos de Prefectos que debían ser nombrados y responder a la autoridad del Emperador. Estos tenían que organizar consejos de gobierno departamentales que atendieran asuntos de la economía y el aspecto social local. Los departamentos a la vez se componían de dos subdivisiones, los distritos y los municipios que habrían de contar con sus propios órganos de gobierno y eran encargados de los aspectos más inmediatos y locales de la vida pública. Todos los cargos locales, salvo los comisarios y prefectos departamentales, serían electos mediante voto popular directo.

## Organización territorial

División política del Imperio

El 3 de marzo de 1865 apareció uno de los decretos más importantes del gobierno de Maximiliano para la primera división del territorio del nuevo Imperio y que fue publicado en el Diario del Imperio el 13 de marzo del mismo año. Dicha misión le fue encomendada a don Manuel Orozco y Berra (1816-1881) y esta división fue realizada según las bases siguientes;
- 1.- La extensión total del territorio del país quedará dividida por lo menos en cincuenta departamentos.
- 2.- Se elegirán en cuanto sea posible límites naturales para la subdivisión.
- 3.- Para la extensión superficial de cada departamento se atenderá a la configuración del terreno, clima y elementos todos de producción de manera que se pueda conseguir con el transcurso del tiempo la igualdad del número de habitantes en cada uno
- 4.- La elaboración de esta división es de suma importancia dentro de las divisiones territoriales que se realizaron, ya que se tomaron en cuenta básicamente elementos geográficos para la delimitación de las jurisdicciones y el futuro desarrollo de las nuevas demarcaciones, así como porque dentro de estas áreas sería mucho más fácil la comunicación y esto influiría en su actividad comercial.[17]

El estatuto provisional estableció como límites territorial los siguientes:

Es territorio mexicano la parte del continente septentrional americano, que limitan: Hacia el Norte las líneas divisoras trazadas por los convenios de Guadalupe y la Mesilla, celebrados con los Estados – Unidos; Hacia el Oriente, el Golfo de México, el mar de las Antillas y el establecimiento inglés de Walize, encerrado en los límites que le fijaron los tratados de Versalles; Hacía el Sur, la República de Guatemala en las líneas que fijará un tratado definitivo; Hacia el Poniente, el mar Pacífico, quedando dentro de su demarcación el mar de Cortés o Golfo de California;
Todas las islas que le pertenecen en los tres mares; El mar territorial conforme a los principios reconocidos por el derecho de gentes y salvas las disposiciones convenidas en los tratados.

Se dispuso para tales efectos una división política en ocho regiones y 50 departamentos; estos a la vez, como ya se mencionó, en distritos y municipalidades; quedando la Ciudad de México como capital imperial.
Los 50 Departamentos del Imperio fueron:
| - Yucatán - Iturbide - Campeche - Querétaro - La Laguna - Guerrero - Tabasco - Acapulco - Chiapas - Michoacán - Tehuantepec - Tancítaro - Oaxaca - Guanajuato - Ejutla - Aguascalientes - Teposcolula - Zacatecas - Veracruz - Fresnillo - Tuxpan - El Potosí - Puebla - Matehuala - Tlaxcala | - Tamaulipas - Valle de México - Matamoros - Tulancingo - Nuevo León - Tula - Coahuila - Toluca - Mapimí - Mazatlán - Sinaloa - Durango - Nazas - Álamos - Tancítaro - Sonora - Arizona - Colima - Huejuquilla - Jalisco - Batopilas - Autlán - Chihuahua - Nayarit - California |
| --- | --- |

## Símbolos
| Símbolos Nacionales del Segundo Imperio Mexicano |         | |
| Años                                             | Símbolo | Información |
| 1864 - 1867                                      |         | Bandera del Imperio Mexicano. Utilizada durante el Segundo Imperio Mexicano de Maximiliano de Habsburgo, según el Decreto del propio Emperador del 18 de junio de 1864. Visto lo determinado en el Art. 78 del Estatuto. |
| 1864 - 1867                                      |         | Escudo y sello del Imperio de 1864 a 1867, oficializado por decreto del 1 de noviembre de 1865 por Maximiliano. El Escudo de armas del Imperio es de forma oval y campo azul: lleva en el centro el águila del Anáhuac, de perfil pasante, sostenida por un nopal, soportado por una roca inundada de agua, y desgarrando la serpiente: la bordura es de oro, cargada de los ramos de encina y laurel, timbrado con la corona imperial: por soportes tiene los dos Grifos de las armas de Nuestros mayores, mitad, la parte superior negra y la inferior de oro; y por detrás en sotuer el cetro y la espada: está rodeada del collar de la Orden del Águila Mexicana, y por divisa: “Equidad en la Justicia”. |
| 1864 - 1867                                      |         | Bandera Imperial, para uso exclusivo de la pareja imperial. |